# Élections générales guyaniennes de 2020
Les élections générales guyaniennes de 2020 ont lieu en même temps que les régionales le 2 mars 2020 afin d'élire simultanément les 65 membres de l'Assemblée nationale ainsi que le président du Guyana. 
Les élections devaient se dérouler de manière anticipée un an plus tôt que la date prévue à la suite du vote d'une motion de censure contre le gouvernement de coalition de David Granger, réunissant la coalition Un partenariat pour l'unité nationale (APNU) et l'Alliance pour le changement (AFC). La validité de cette motion de censure est cependant remise en cause pendant plusieurs mois avant d'être confirmée, ce qui retarde le scrutin au-delà du terme du mandat de la précédente assemblée.
Le scrutin donne lieu à une crise électorale lorsque les résultats préliminaires donnent initialement gagnante la coalition Un partenariat pour l'unité nationale et de l'Alliance pour le changement du président sortant David Granger, soutenue principalement par la population afro-guyanienne, qui conserve sa très courte majorité absolue des sièges. Elle devance alors d'un seul siège le seul autre parti représenté au Parlement sortant, le Parti progressiste du peuple, soutenu principalement par la population indo-guyanienne. Des incidents au cours du dépouillement amène cependant l'opposition à accuser le gouvernement de fraude électorale, tandis que les observateurs étrangers jugent peu crédibles les résultats.
Devant la pression internationale, le gouvernement sortant met fin à sa tentative de faire prêter serment à Granger pour un nouveau mandat, et finit par accepter un nouveau décompte des suffrages par une équipe de la Communauté caribéenne. Le décompte s'achève le 8 juin, et donne le Parti progressiste du peuple vainqueur avec 33 sièges sur 65, donnant lieu à une alternance.  En tant que candidat présidentiel du parti arrivé en tête, Irfaan Ali remporte par conséquent la présidence du Guyana.

## Contexte

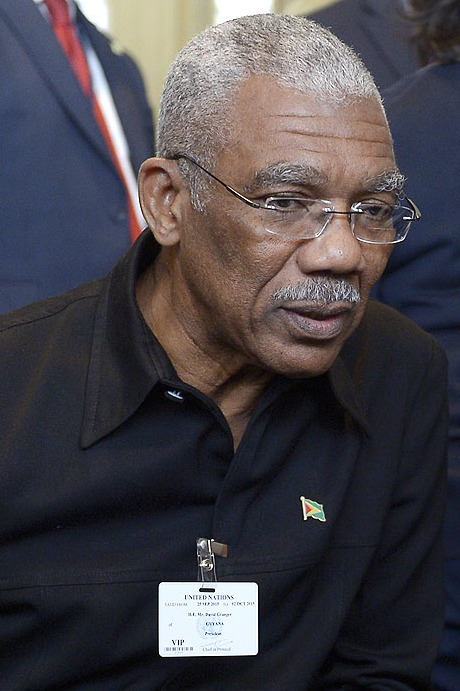
David Granger.

Les élections de 2015 sont remportées par la Coalition APNU-AFC formée de Un partenariat pour l'unité nationale et de l'Alliance pour le changement, provoquant une alternance à la tête du pays. Le Parti progressiste du peuple (PPP), représentant généralement les intérêts de la population d'origine indienne, se retrouve dans l'opposition pour la première fois depuis 1992, tandis que le président sortant Donald Ramotar, candidat à sa réélection, doit céder sa place,. À la suite des élections, David Granger est élu président le 16 mai 2015. L'APNU-AFC représente quant à elle généralement les intérêts de la population d'origine africaine,. 
Le nouveau gouvernement repose néanmoins sur une majorité extrêmement ténue, l'alliance entre l'APNU et l'AFC ne détenant que 33 sièges sur 65, contre 32 pour le PPP, soit un seul siège d'avance. Courant 2018, l'opposition accuse le gouvernement de gaspiller les ressources pétrolières du pays, cédées à l'entreprise américaine Exxon Mobil, ainsi que de mener une politique hostile envers le gouvernement du Venezuela voisin.
Le 21 décembre 2018, une motion de censure est votée à l'assemblée par 33 voix contre 32, grâce à celle d'un député dissident de l'AFC, Charrandas Persaud, provoquant la chute du gouvernement. C'est alors la première fois qu'un gouvernement guyanais se voit mis en minorité par une motion de censure. Accusé par l'alliance au pouvoir d'avoir été rémunéré pour son vote, le député dissident se voit contraint pour des raisons de sécurité de quitter le pays et prendre refuge auprès du gouvernement canadien. La constitution impose au gouvernement sortant ainsi qu'au président de gérer les affaires courantes en attendant la tenue d'élection dans les trois mois suivants le vote de la motion. L'assemblée peut cependant reporter les élections à une date ultérieure par un vote à la majorité des deux tiers. Un nouveau président devra être élu par la nouvelle assemblée.

## Délai
Une controverse d'ordre constitutionnel s'ensuit rapidement dès le vote de la motion de censure. Les partisans du gouvernement arguent que la majorité absolue s'établissant à 50 % + 1, soit 32,5 + 1, il est nécessaire pour l'obtenir de réunir trente-quatre votes, le 32,5 s'arrondissant selon eux au chiffre supérieur. Le gouvernement tente en parallèle de faire juger illégale l'élection de Persaud pour détention de la double nationalité guyanienne et canadienne, ce que la constitution interdit aux députés. La Haute Cour de justice présidée par Roxane George-Wiltshire juge Persaud inéligible le 31 janvier, mais rejette l'interprétation du décompte des voix avancée par le gouvernement. La motion est jugée valide par la cour, Persaud n'ayant pas encore été démis de ses fonctions de député par son jugement au moment du vote,. 
Le gouvernement se tourne alors vers la Cour d'appel par le biais du procureur général. La commission électorale guyanaise précise par ailleurs qu'elle ne dispose plus d'assez de temps à la suite de la mise en justice pour organiser le scrutin dans les délais constitutionnel, qui l'aurait vu mis en œuvre le 19 mars. L'opposition ne s'oppose cependant pas à un report, jugeant préférable de poursuivre l'action en justice jusqu'à son terme,. La cour d'appel se prononce le 22 mars par deux voix contre une en faveur d'un arrondi au nombre supérieur. La motion de censure n'ayant pas atteint selon elle la majorité absolue, le gouvernement serait toujours de droit en fonction, et les élections n'auraient pas à avoir lieu de manière anticipée. Le vice-président Carl Greenidge annonce que le gouvernement continuera par conséquent de fonctionner comme auparavant.
L'opposition décide en retour de faire appel à la Cour caribéenne de justice (CCJ), la plus haute juridiction du pays et d'une douzaine d'autres dans la région. Le 18 juin, celle-ci rend sa décision qui valide la motion de censure, la jugeant passée à la majorité absolue des députés et devant par conséquent amener à des élections anticipées. La CCJ juge également que Persaud n'était en effet pas éligible du fait de sa double nationalité, mais que son vote n'en était pas moins légal car aucune action légale n'avait été mise en œuvre à son égard dans les délais prévus après les élections de 2015.
Cette longue procédure cause un délai considérable dans l'organisation des élections, si bien que le mandat de l'assemblée sortante expire le 18 septembre avant que de nouvelles élections n'aient lieu. Cette situation controversée amène l'opposition à demander l'organisation du scrutin le plus tôt possible, tandis que la commission électorale ne déclare pouvoir s'y préparer que pour février 2020 au plus tôt. Le 25 septembre 2019, le président Granger fixe la date des élections au 2 mars 2020.

## Système électoral

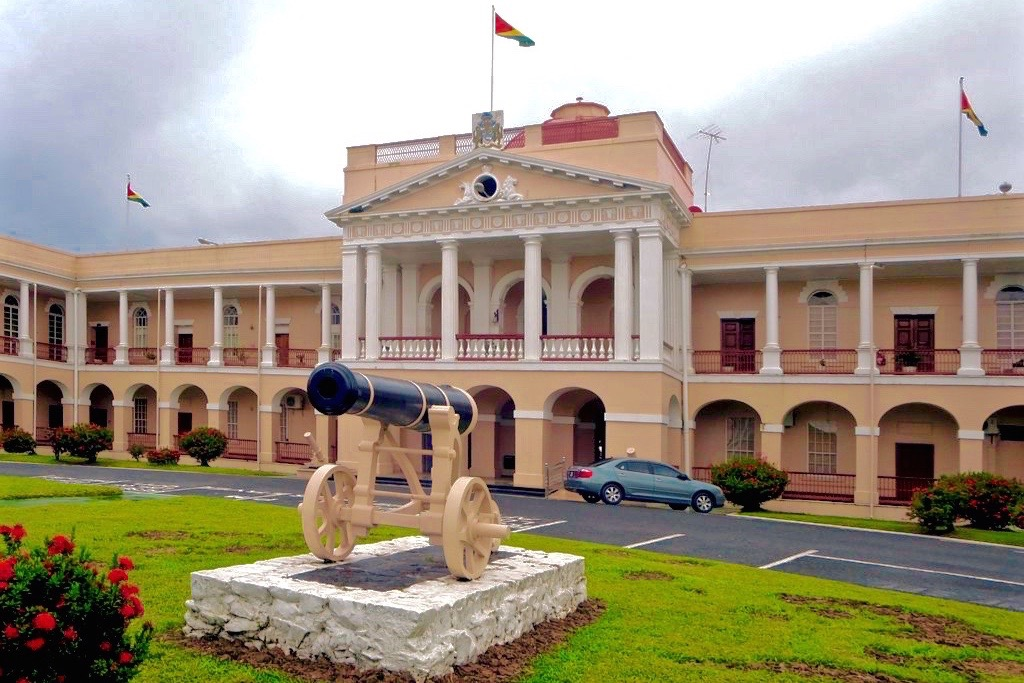
Le siège du Parlement à Georgetown.

Le Guyana est doté d'un parlement monocaméral appelé Assemblée nationale dont les 65 membres sont élus pour cinq ans au scrutin proportionnel plurinominal avec listes fermées. Vingt-cinq sièges sont ainsi à pourvoir dans dix circonscriptions plurinominales correspondant aux régions du Guyana, tandis que les quarante autres le sont selon le même système mais au niveau d'une unique circonscription nationale. Après décompte des voix, les différents sièges sont répartis selon la méthode de Hare sur la base du quotient simple. 
Lors des élections législatives, les partis présentent chacun un candidat à la présidence, et le candidat du parti ayant reçu le plus de suffrages devient le président du Guyana pour la durée du mandat de l'assemblée, soit cinq ans. Les candidats à la présidence ne sont pas nécessairement les têtes de liste de leurs partis, ceux-ci les plaçant au contraire le plus souvent en fin de liste pour ne pas risquer de perdre un siège si leur candidat remporte la présidence et quitte par conséquent ses fonctions de député. Plusieurs partis rassemblés en coalition peuvent présenter un candidat présidentiel commun tout en présentant des listes séparées aux législatives. 
Depuis 2000, un président n'est rééligible qu'une seule fois. Le mandat du président est intimement lié à celui des membres de l'assemblée : en cas d'élections anticipées, le candidat à la présidence du parti nouvellement élu remplace le précédent et met ainsi fin à son mandat. Le rôle du président est de premier plan dans le cadre d'un système présidentiel.

### Répartition des sièges
| N°    | Régions                              | Sièges |  |
| 1     | Barima-Waini                         | 2      |  |
| 2     | Pomeroon-Supenaam                    | 2      |  |
| 3     | Îles d'Essequibo-Demerara occidental | 3      |  |
| 4     | Demerara-Mahaica                     | 7      |  |
| 5     | Mahaica-Berbice                      | 2      |  |
| 6     | Berbice oriental-Courantyne          | 3      |  |
| 7     | Cuyuni-Mazaruni                      | 2      |  |
| 8     | Potaro-Siparuni                      | 1      |  |
| 9     | Haut-Takutu-Haut-Essequibo           | 1      |  |
| 10    | Haut-Demerara-Berbice                | 2      |  |
| #     | Circonscription nationale            | 40     |  |
| Total | Total                                | 65     |  |

## Campagne
Le 21 janvier 2019, le Parti progressiste du peuple choisit Arfaan Ali, ancien ministre du logement, pour candidat à la présidence. Le 16 juin suivant, la coalition bipartite de l'Alliance pour le changement avec Un partenariat pour l'unité nationale soutient Khemraj Ramjattan comme futur premier ministre, ainsi que la réélection à la présidence de David Granger.
Le parti vainqueur aura la tache d'assumer la gestion de la toute récente manne pétrolière, la mise en service en 2020 de l'exploitation d'un gisement d'environ huit milliards de barils de pétrole au large des cotes guyaniennes devant assurer au pays la plus forte croissance économique au monde cette année là, avec un taux de croissance estimé à 85 %. Le gouvernement du Guyana, qui figure parmi les pays les plus pauvres d'Amérique du Sud, envisagerait d'ores et déjà de renégocier à la hausse les redevances des contrats signés avec la compagnie pétrolière ExxonMobil.

## Résultats
|                           | |                           |         |       |      |        |               |  |  |
| Parti                     | Parti                                                                                                 | Candidat présidentiel     | Voix    | %     | +/-  | Sièges | +/-           |  |  |
|                           | Parti progressiste du peuple (PPP)                                                                    | Irfaan Ali                | 233 336 | 50,69 | 1,49 | 33     | 1             |  |  |
|                           | Coalition APNU-AFC - Un partenariat pour l'unité nationale (APNU) - Alliance pour le changement (AFC) | David Granger             | 217 920 | 47,34 | 2,95 | 31     | 2             |  |  |
|                           | Parti de la liberté et la justice (LJP)                                                               | Lenox Shuman              | 2 657   | 0,58  | Nv   | 1      | 1             |  |  |
|                           | Un Guyana nouveau et uni (ANUG)                                                                       | Ralph Ramkarran           | 2 313   | 0,50  | Nv   | –      | –             |  |  |
|                           | Changement pour le Guyana (CG)                                                                        | Robert Badal              | 1 953   | 0,42  | Nv   | 0      | en stagnation |  |  |
|                           | Parti de la république populaire (PRP)                                                                | Phyllis Jordan            | 889     | 0,19  | Nv   | 0      | en stagnation |  |  |
|                           | L'initiative citoyenne (TCI)                                                                          | Rhonda Lam-Singh          | 680     | 0,15  | Nv   | 0      | en stagnation |  |  |
|                           | Parti républicain uni (URP)                                                                           | Vishnu Bandhu             | 360     | 0,08  | 0,02 | 0      | en stagnation |  |  |
|                           | Le nouveau mouvement (TNM)                                                                            | Asha Kissoon              | 244     | 0,05  | Nv   | –      | –             |  |  |
|                           | |                           |         |       |      |        |               |  |  |
| Suffrages exprimés        | Suffrages exprimés                                                                                    | Suffrages exprimés        | 460 352 | 99,09 |      |        |               |  |  |
| Votes blancs et invalides | Votes blancs et invalides                                                                             | Votes blancs et invalides | 4 211   | 0,91  |      |        |               |  |  |
| Total                     | Total                                                                                                 | Total                     | 464 563 | 100   | –    | 65     | en stagnation |  |  |
| Abstentions               | Abstentions                                                                                           | Abstentions               | 196 815 | 29,76 |      |        |               |  |  |
| Inscrits / participation  | Inscrits / participation                                                                              | Inscrits / participation  | 661 378 | 70,24 |      |        |               |  |  |

## Controverse électorale

### Accusations de fraude
Les résultats, très serrés entre les deux principales formations, prennent plusieurs jours à être dépouillés, faisant monter l'anxiété dans la population et les milieux économiques qui craignent alors qu'une absence prolongée de vainqueur clairement identifié ne provoque une remise en cause du scrutin et une instabilité politique. La Commission des élections du Guyana (Gecom) fait par conséquent l'objet de vives critiques quant à la lenteur de ses opérations de dépouillement,,.
Dans les jours qui suivent, le président Granger appelle ses partisans à la patience alors que le dépouillement de neuf régions sur dix donnent le parti d'opposition PPP en tête de 51 000 voix et que la population est suspendue à l'annonce des résultats de la région Demerara-Mahaica restante, pouvant faire pencher la balance en faveur de l'un ou l'autre des principaux partis,,. Il est suivi en ce sens par les missions d'observation de la Communauté caribéenne (CARICOM), de la Fondation Carter et du Commonwealth qui, bien que saluant un scrutin « libre et équitable », se montrent particulièrement critiques envers la Gecom, déplorant que les appels passés à une réforme de son fonctionnement soient restés lettre morte,. La mauvaise conduite du dépouillement favorise ainsi les soupçons de fraude électorale, conduisant à de forte tensions pendant plusieurs jours d'incertitude quant aux résultats. La cheffe de la délégation de la CARICOM, Cynthia Combie-Martyr, va jusqu'à qualifier ces dysfonctionnements de « menace pour la démocratie ». 
Si le déroulement du scrutin est jugé conforme aux normes démocratiques, le dépouillement est quant à lui vivement remis en cause. Une controverse électorale ne tarde malheureusement pas à affecter le scrutin : les résultats du Demerara-Mahaica - couramment appelé région quatre - font l'objet d'une vive polémique lorsqu'un dépouilleur est intercepté puis arrêté par la police en possession de documents électoraux suspects sur un ordinateur et une clé USB,. Les résultats du dépouillement de la région quatre donnent ainsi un ultime coup de pouce au parti au pouvoir, lui permettant de virer en tête dans ce qui est alors largement considéré comme une fraude électorale. L'ancien Premier ministre jamaicain Bruce Golding, présent en tant qu'observateur du scrutin, affirme « n'avoir jamais vu une tentative aussi transparente d'altérer le résultat d'une élection ».
| Parti                     | Parti                                                                                                 | Voix    | %     | +/-  | Sièges | +/-           |
| ------------------------- | --- | ------- | ----- | ---- | ------ | ------------- |
|                           | Coalition APNU-AFC - Un partenariat pour l'unité nationale (APNU) - Alliance pour le changement (AFC) | 237 329 | 49,85 | 0,44 | 33     | en stagnation |
|                           | Parti progressiste du peuple (PPP)                                                                    | 229 579 | 48,23 | 0,97 | 32     | en stagnation |
|                           | Parti de la liberté et de la justice (LJP)                                                            | 2 663   | 0,56  | Nv   | 0      | en stagnation |
|                           | Un Guyana nouveau et uni (ANUG)                                                                       | 2 288   | 0,48  | Nv   | 0      | en stagnation |
|                           | Changement pour le Guyana (CG)                                                                        | 2 024   | 0,43  | Nv   | 0      | en stagnation |
|                           | Parti de la république populaire (PRP)                                                                | 858     | 0,18  | Nv   | 0      | en stagnation |
|                           | L'initiative citoyenne (TCI)                                                                          | 679     | 0,14  | Nv   | 0      | en stagnation |
|                           | Parti républicain uni (URP)                                                                           | 394     | 0,08  | 0,02 | 0      | en stagnation |
|                           | Le nouveau mouvement (TNM)                                                                            | 230     | 0,05  | Nv   | 0      | en stagnation |
|                           | |         |       |      |        |               |
| Suffrages exprimés        | Suffrages exprimés                                                                                    | 476 044 | 99,16 |      |        |               |
| Votes blancs et invalides | Votes blancs et invalides                                                                             | 4 017   | 0,84  |      |        |               |
| Total                     | Total                                                                                                 | 480 061 | 100   | –    | 65     | en stagnation |
| Abstentions               | Abstentions                                                                                           | 181 317 | 27,42 |      |        |               |
| Inscrits / participation  | Inscrits / participation                                                                              | 661 378 | 72,58 |      |        |               |

### Interruption du processus électoral
Cet incident conduit le PPP à demander une injonction judiciaire empêchant la déclaration des résultats de cette région tant que des vérifications supplémentaires n'auront pas été faites. Malgré l'obtention de l'injonction par le PPP, les résultats fuitent dans les médias. Ceux-ci donnent alors l'APNU–AFC en tête avec une avance de 59 077 voix, lui permettant de conserver sa majorité de 33 sièges sur 65. La crédibilité des résultats est remise en cause par une déclaration commune de l'Union européenne, des États-Unis, du Royaume-Uni et du Canada, qui font pression sur le gouvernement pour effectuer un recompte des voix.
La Haute Cour de justice se déclare compétente pour juger du contentieux portant sur les résultats de la région de Berbice oriental-Courantyne le 8 mars, tandis que la polémique enfle avec le refus de l'opposition de juger valable une éventuelle réélection de Granger avant que les résultats électoraux n'aient été vérifiés. Ce dernier déclare quant à lui qu'il ne « laissera pas des politiciens malfaisants pirater notre démocratie. » tout en reconnaissant qu'aucune déclaration officielle des résultats n'a pour l'instant eu lieu. Le 12 mars, la Haute Cour de justice ordonne le recomptage partiel des résultats de la région quatre, et interdit à la commission électoral de déclarer un vainqueur avant qu'il ne soit effectué, mettant fin aux tentatives du parti au pouvoir de faire prêter serment à David Granger pour un nouveau mandat à la présidence. Le président Granger et le chef de l'opposition Bhrrat Jagdeo s'entendent pour qu'une équipe indépendante soit mise en place par la Communauté caribéenne (Caricom) afin de superviser un recompte des suffrages dans la totalité des dix région par la Gecom.

### Dénouement

Sièges remportés par chaque partis par circonscription.

Les résultats de ce nouveau décompte sont rendus publics le 8 juin, et donne vainqueur le Parti progressiste du peuple qui réunit trente-trois sièges, soit la majorité absolue nécessaire pour gouverner seul. La coalition sortante obtient quant à elle trente et un sièges, soit deux de moins qu'aux précédentes élections. 
Selon un accord électoral visant à combiner les suffrages obtenus par leurs listes lors de l'attribution des quarante sièges au niveau national, le Parti de la liberté et de la justice ainsi que les partis Un Guyana nouveau et uni et Le nouveau mouvement obtiennent un siège qu'ils occuperont à prorata de leurs part respectives des suffrages. La coalition se pose en opposition à la fois du PPP et de l'APNU-AFC
Candidat du PPP à la présidence, Irfaan Ali est élu simultanément à la tête du pays. Il prête serment le 2 août 2020 en même temps que son Premier ministre Mark Phillips